# Napeogenes larina
Napeogenes larina är en fjärilsart som beskrevs av William Chapman Hewitson 1855. Napeogenes larina ingår i släktet Napeogenes och familjen praktfjärilar. Inga underarter finns listade i Catalogue of Life.

## Bildgalleri

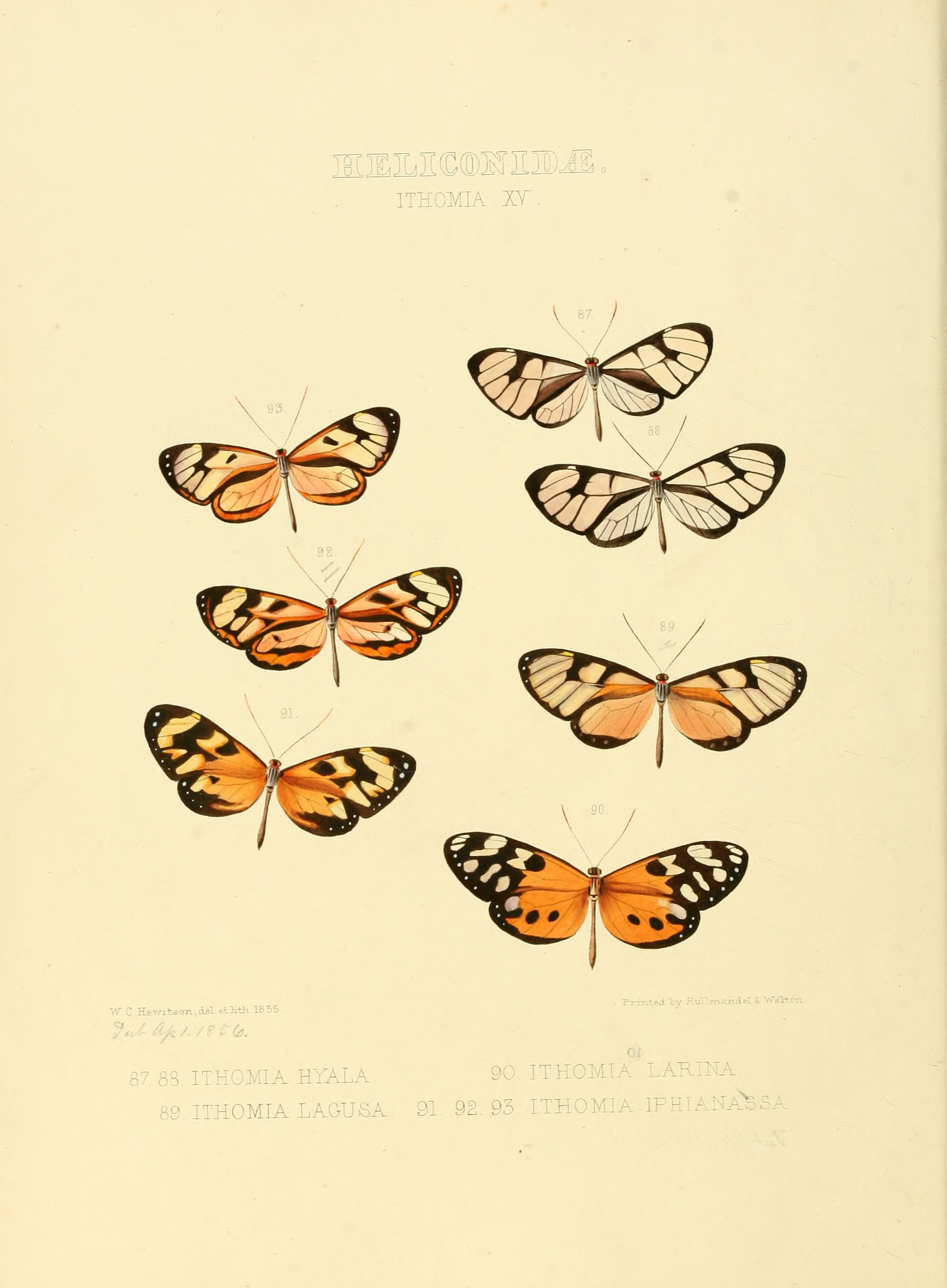
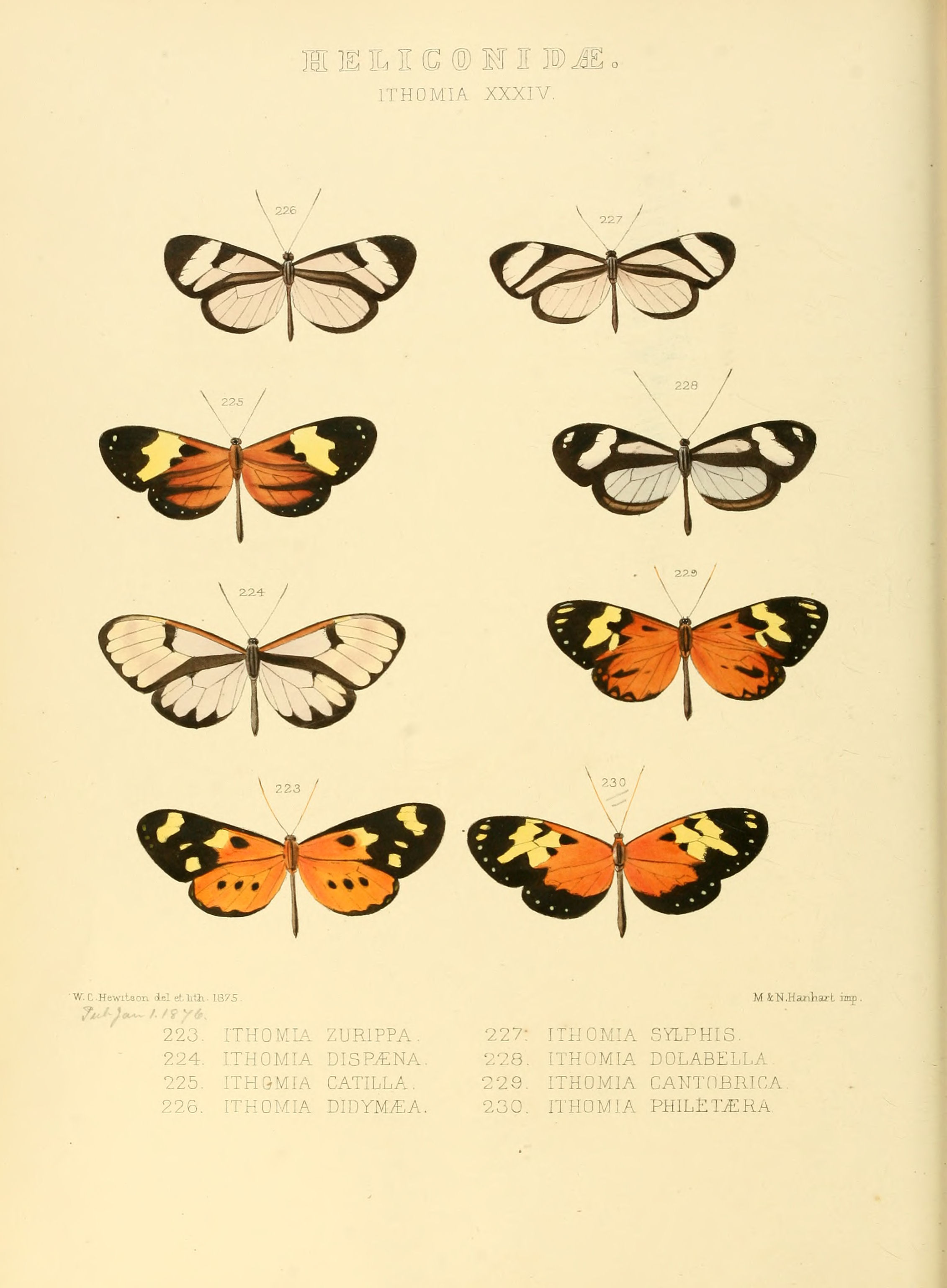
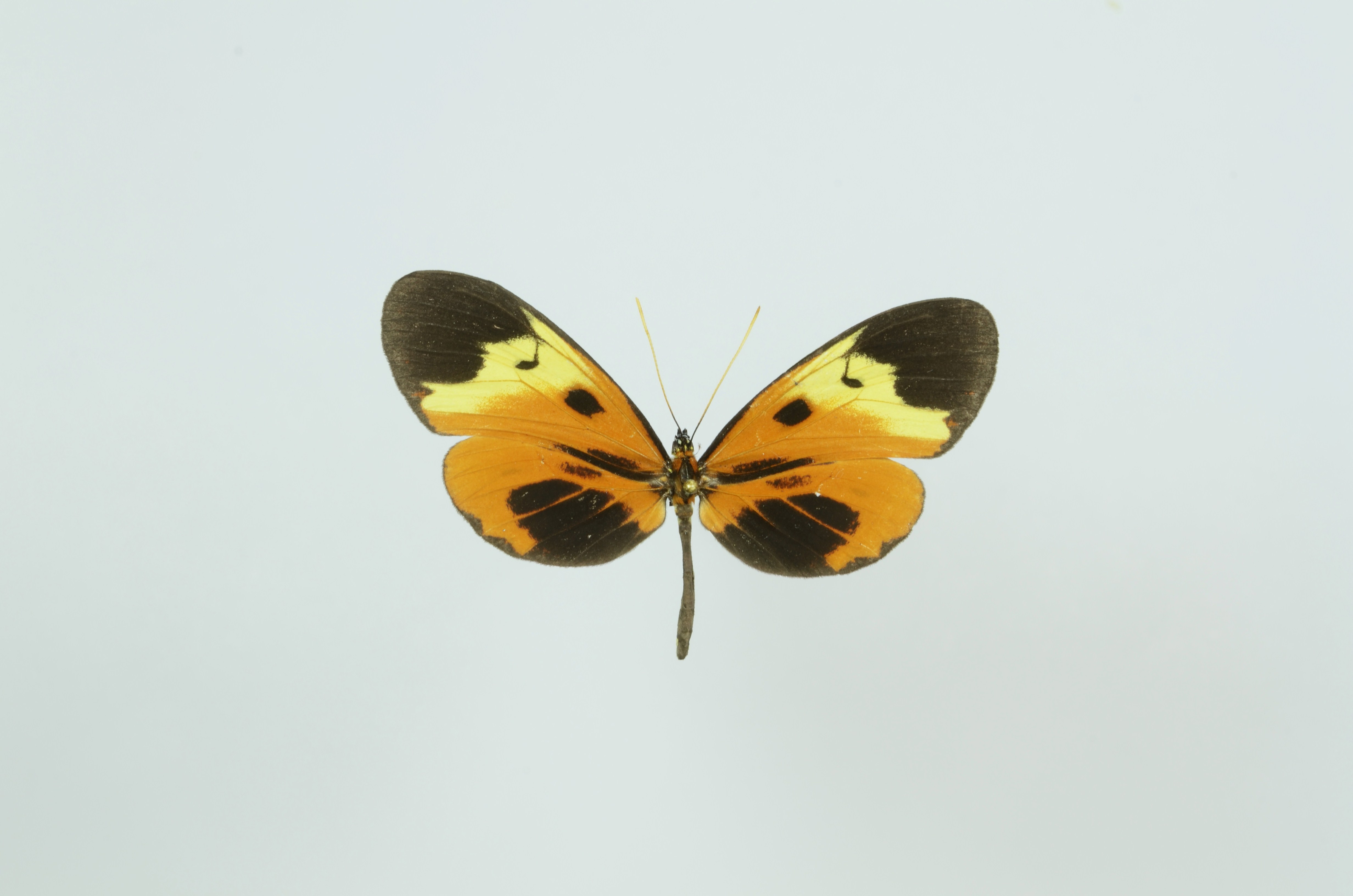
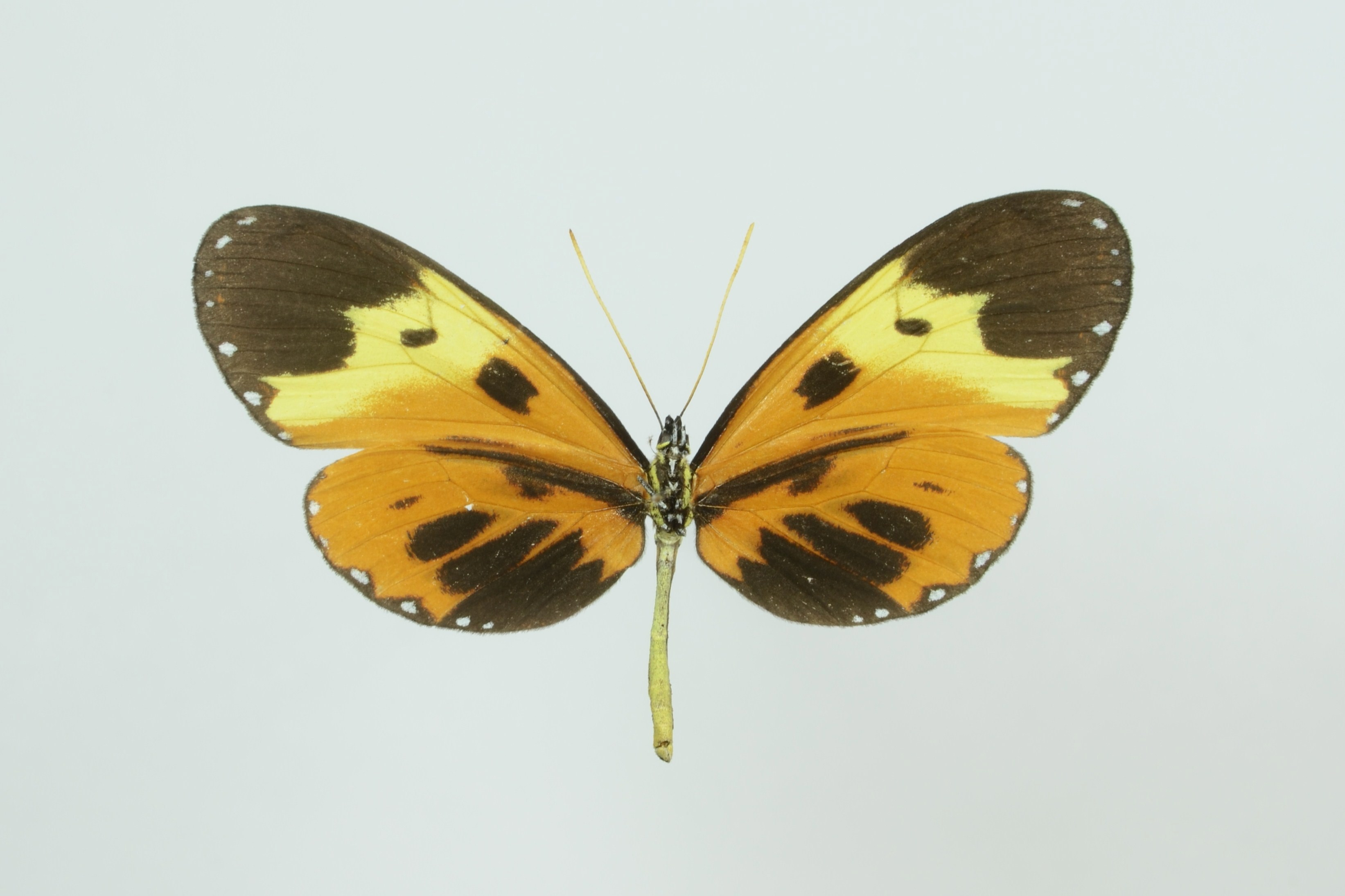